# Volvox carteri
Volvox carteri és una espècie d'alga verda colonial de l'ordre Volvocales. V. carteri forma grans colònies esfèriques o cenobis de 2.000-6.000 cèl·lules del tipus Chlamydomonas.
El genoma d'aquesta espècie d'alga va ser seqüenciat l'any 2010.

## Reproducció
V. carteri es pot reproduir, de forma facultativa, tant sexualment com asexualment. En la natura, Volvox es reprodueix asexualment en basses temporals durant la primavera, però esdevé sexual i produeix zigots que passen l'estació freda o amb la bassa seca durant l'estiu. V. carteri es pot induir perquè es reprodueixi sexualment amb un tractament de xoc tèrmic. Tanmateix, aquesta inducció pot ser inhibida per antioxidants (estrès oxidatiu).